# Ivar Slik
Pour les articles homonymes, voir Slik.
Ivar Slik (né le 27 mai 1993 à Nigtevecht) est un coureur cycliste néerlandais.

## Biographie

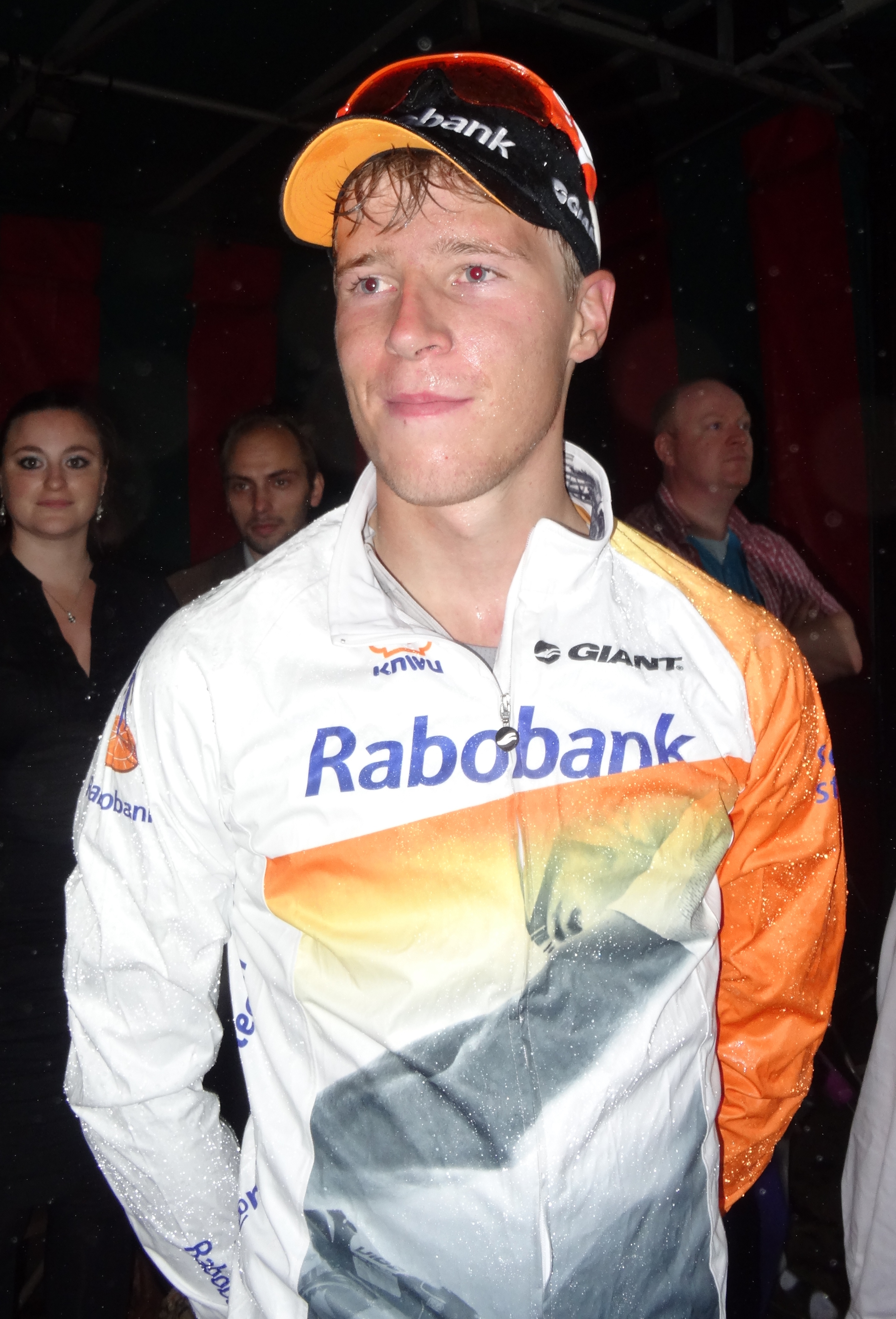
Ivar Slik lors de la Flèche du port d'Anvers 2014.

## Palmarès sur route

### Par année
- 2011
  - Prologue de la Ster van Zuid-Limburg
  - 1re et 2e étapes de l'International 3-Etappen-Rundfahrt der Rad-Junioren
  - Grand Prix du Danemark :
    - Classement général
    - 2e étape (contre-la-montre)

  - 2e de l'International 3-Etappen-Rundfahrt der Rad-Junioren
  - 2e du championnat des Pays-Bas du contre-la-montre juniors
  - 2e du Grand Prix Général Patton
  - 3e du Grand Prix Bati-Metallo
  - 3e de la Ster van Zuid-Limburg
  - 3e du Trofeo Karlsberg
  - 8e du championnat d'Europe du contre-la-montre juniors

- 2012
  - Prologue de l'Istrian Spring Trophy
  - Ronde van Midden-Nederland

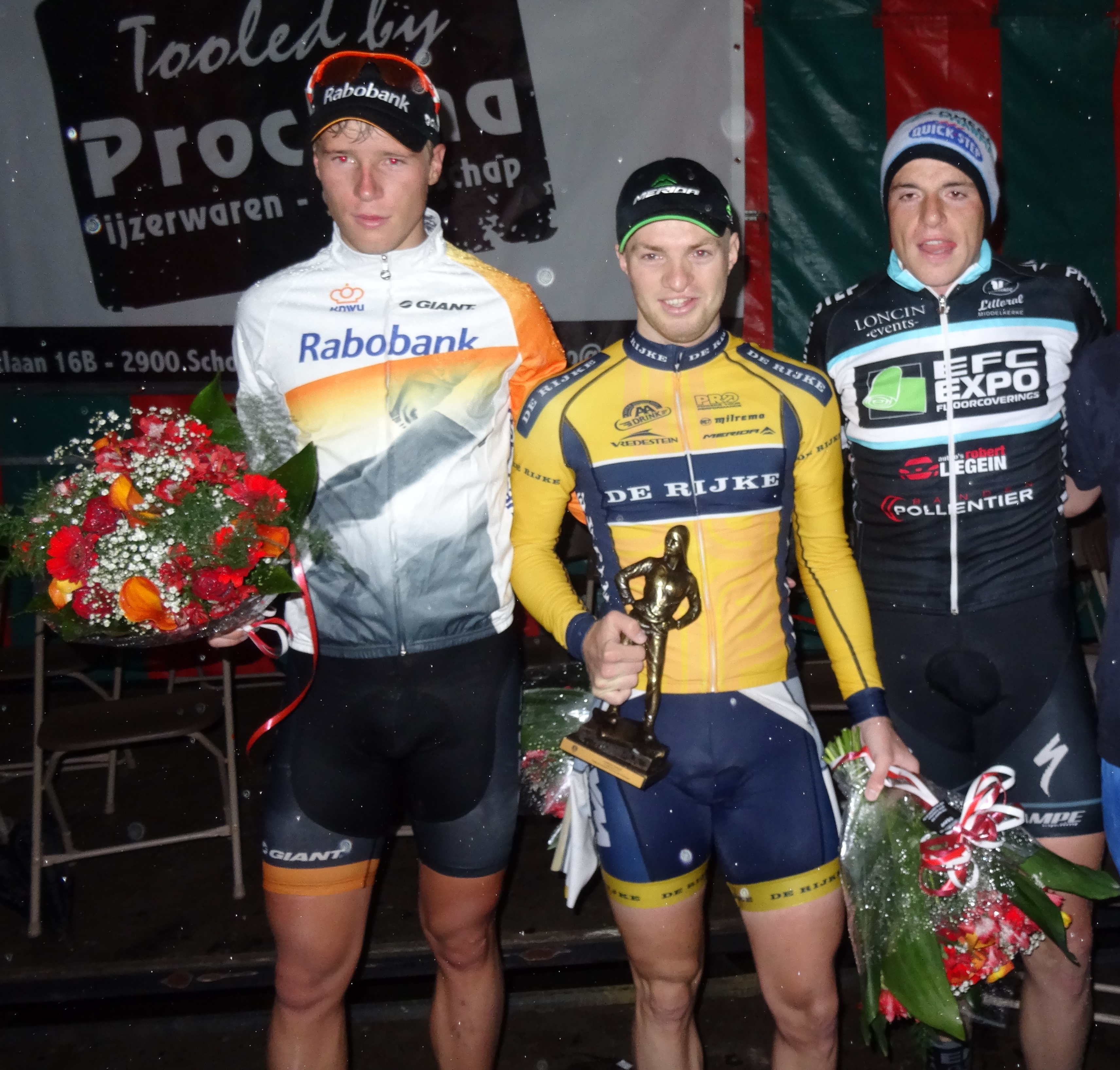
Podium de l'édition 2014 de la Flèche du port d'Anvers : Ivar Slik (2e), Yoeri Havik (1er) et Jens Geerinck (3e).

  - 2e du Triptyque des Monts et Châteaux
- 2014
  - 2e de la Flèche du port d'Anvers
- 2018
  - 8e étape du Tour du lac Poyang (contre-la-montre par équipes)
  - 3e étape du Tour de Fuzhou
- 2019
  - Prologue du Sibiu Cycling Tour
  - 1re étape du Tour de Roumanie
  - 3e étape du Tour de Fuzhou
  - 3e du Slag om Norg
  - 3e du Stadsprijs Geraardsbergen

### Classements mondiaux
| Année                                 | 2012 | 2013 | 2014 | 2015 | 2016 | 2017 | 2018  | 2019 | 2020  |
| ------------------------------------- | ---- | ---- | ---- | ---- | ---- | ---- | ----- | ---- | ----- |
| Classement mondial                    |      |      |      |      | nc   | nc   | 1351e | 575e | 1169e |
| UCI Europe Tour                       | 166e | nc   | 314e | nc   | nc   | nc   | 913e  | 434e | 905e  |
| UCI Asia Tour                         | 100e | nc   | nc   | nc   | nc   | nc   | 522e  |      |       |
|                                       |      |      |      |      |      |      |       |      |       |
| Légende : nc = non classéSource : UCI |      |      |      |      |      |      |       |      |       |

## Palmarès sur piste
- 2010
  -  Champion des Pays-Bas de poursuite juniors
- 2012
  - UIV Cup Rotterdam  U23 (avec Dylan van Baarle)

## Palmarès en VTT
- 2019
  -  Champion d'Europe de beachrace
- 2020
  -  Champion des Pays-Bas de beachrace